# 長鰭羽唇鱂
長鰭羽唇鱂，為輻鰭魚綱鯉齒目鰕鱂亞目鰕鱂科的其中一種，為熱帶淡水魚，分布於南美洲巴西至阿根廷北部淡水流域，體長可達12公分，棲息在底中層水域，以蠕蟲、昆蟲及甲殼類等為食，生活習性不明，可做為觀賞魚。

## 擴展閱讀
維基物種上的相關：長鰭羽唇鱂